# Скрягин, Александр Михайлович
Александр Михайлович Скрягин (23 августа 1954 года, Омск, СССР — 5 февраля 2022 года, Омск, Россия) — советский, российский писатель, общественный деятель.

## Биография
Родился в семье омских служащих. В 1976 году окончил Новосибирский государственный университет по специальности «история». К студенческим годам относятся первые пробы пера.
Работал преподавателем истории и экономики, заместителем заведующего отдела пропаганды и агитации Омского обкома ВЛКСМ, директором Омского областного музея изобразительных искусств (1982—1995). Историками отмечены тесные контакты с московскими и петербургскими коллекционерами в деятельности музея в 1980—1990-х годах, активное участие в открытии сельских картинных галерей в Омской области. В 1996—2000 годах возглавлял Омское отделение Фонда содействия развитию науки и культуры, затем был вице-президентом Фонда пропаганды культуры и искусства «Исток».
В литературе проявил себя в детективном, научно-фантастическом, юмористическом жанрах. Рассказы и повести публиковались в сборниках издательства «Молодая гвардия»: «Фантастика-86», «Дополнительное расследование» (1988), «Ветка кедра» (1989); в сборнике детективов «Исчезнувший убийца» (Баку, 1989), в журналах. Книги вышли в Красноярске, Баку, Ташкенте, Омске, Москве. Изданы в Германии, Австрии, Венгрии и других странах. Они «оставляют у прочитавших их чувство оптимизма, надежды…».
Участник общесоюзных и общероссийских семинаров-совещаний писателей детективного и приключенческого жанра в Москве, Риге, Минске.
Жил в Омске.

## Краткая библиография
- Тот, кто оказался прав: Рассказ // Фантастика-86: Сб. науч.-фантаст. повестей, рассказов и очерков. — М., 1986. — С. 241—244.
- Музейный экспонат // Советская милиция. — 1986. — № 1-3.
- Свой спрос; Те, кто не умеют считать; Исчезновение Филиппа Гудзарди: Рассказы // Румбы фантастики. — Новосибирск, 1988. — С. 183—207.
- Монолог из кассы; Осторожно: злая собака!; Рыцарский жест: Рассказы // Банальный случай: Сб. — Омск, 1988. — С. 11-116.
- Музейный экспонат: Детективные повести. — Красноярск: Альманах «Енисей», 1990. — 104 с.
- Контрольный взрывпакет. — М.: Эксмо, 2006. ISBN 5-699-15486-8
- Исполнитель желаний. — М.: «Астрель», 2006. ISBN 5-17-037567-0